# Distretto di Huayllay Grande
Il distretto di Huayllay Grande è uno dei dodici distretti della  provincia di Angaraes, in Perù. Si trova nella regione di Huancavelica.